# Rhampholeon spinosus
Rhampholeon spinosus este o specie de cameleoni din genul Rhampholeon, familia Chamaeleonidae, descrisă de Paul Matschie în anul 1892. A fost clasificată de IUCN ca specie în pericol. Conform Catalogue of Life specia Rhampholeon spinosus nu are subspecii cunoscute.